# Orange Ägypten
Orange Ägypten, früher bekannt als Mobinil, ist ein privates Telekommunikationsunternehmen in Ägypten. Das Unternehmen beschäftigt etwa 2.000 Mitarbeiter. Orange Ägypten ist zu 99 % im Besitz von Orange S.A.
Die Aktie von Orange Ägypten ist im S&P Africa 40 Index und im EGX 30 Index an der Egyptian Exchange enthalten.